# Asia’s Next Top Model
Asia’s Next Top Model (kurz: ASNTM oder AsNTM) ist eine multinationale asiatische Castingshow im Reality-TV-Format, die auf der US-amerikanischen Vorlage America’s Next Top Model des Next-Topmodel-Franchise beruht. In ASNTM konkurrieren mehrere angehende Models um den Titel Asia’s Next Top Model und den Start einer Model-Karriere.

## Kandidatinnen
Als Teilnehmerin bewerben kann sich jede Frau, die u. a. die folgenden Voraussetzungen erfüllt: älter als 16 und jünger als 27 Jahre, mindestens 1,68 Meter groß, Staatsangehörige eines asiatischen Staates oder von asiatischer Abstammung, hervorragende physische und psychische Gesundheit.

## Jury
| Nadya Hutagalung   | Stamm | Stamm |               |               |               |               |
| Georgina Wilson    |       |       | Stamm         | Gast          |               |               |
| Cindy Bishop       |       |       |               | Stamm         | Stamm         | Stamm         |
| Jurymitglieder     |       |       |               |               |               |               |
| Daniel Boey        | Stamm |       |               | Wiederkehrend | Wiederkehrend |               |
| Joey Mead King     | Stamm | Stamm | Stamm         |               |               |               |
| Todd Anthony Tyler | Stamm |       |               |               |               |               |
| Mike Rosenthal     |       | Stamm | Wiederkehrend |               |               |               |
| Adam Williams      | Gast  | Stamm |               |               |               |               |
| Alex Perry         |       | Gast  | Stamm         |               |               |               |
| Kelly Tandiono     |       |       |               | Stamm         |               |               |
| Yu Tsai            |       |       |               | Stamm         | Stamm         | Stamm         |
| Cara G. McIlroy    | Gast  |       | Gast          | Gast          | Stamm         | Gast          |
| Monika Sta. Maria  |       |       | (Teilnehmer)  | Gast          | Gast          | Wiederkehrend |
| Shikin Gomez       |       |       |               |               | (Teilnehmer)  | Wiederkehrend |
| Minh Tu Nguyen     |       |       |               |               | (Teilnehmer)  | Wiederkehrend |

## Staffeln
| Staffel Drehort | Erstausstrahlung | Gewinnerin (Herkunft)          | Zweitplatzierte, Drittplatzierte (Herkunft)                  | Andere Teilnehmerinnen (in Reihenfolge des Ausscheidens) | Anzahl der Teilnehmer | Destinationen   |
| --------------- | ---------------- | ------------------------------ | ------------------------------------------------------------ | --- | --------------------- | --------------- |
| 1 Singapur      | 25. Nov. 2012    | Jessica Amornkuldilok Thailand | Kate Ma Taiwan Stephanie Retuya Philippinen                  | Kyla Tan , Monica Benjaratjarunun (Aufgabe) , Bei Si Liu , Jee Choi & Filantropi Witoko , Thuy Trang Nguyen , Rachel Erasmus , Melissa Th'ng , Helena Chan , Aastha Pokharel , Sofia Wakabayashi         | 14                    | Batam, Hongkong |
| 2 Malaysia      | 8. Jan. 2014     | Sheena Liam Malaysia           | Jodilly Pendre Philippinen Katarina Rodriguez Philippinen    | Jessie Yang , Elektra Yu , Bona Kometa , Jihye Moon , Nhu Thao Phan , Poojaa Gill , Sneha Ghosh & Janice Hermijanto , Tia Taveepanichpan , Natalie Pickles , Josephine Tan , Nicole Lee , Marie Nakagawa | 16                    | Hongkong        |
| 3 Singapur      | 25. März 2015    | Ayu Gani Indonesien            | Monika Santa Maria Philippinen Aimee Cheng-Bradshaw Singapur | Shareeta Selvaraj , Kiana Guyon , Rani Ramadhany , Lorretta Chow & Celine Duong , Franchesca Lagua , Melissa Tan , KB Barlow , Tahlia Raji , Amanda Chan , Barbara Katsuki                               | 14                    | keine           |
| 4 Singapur      | 9. März 2016     | Tawan Kedkong Thailand         | Patricia Gunawan Indonesien Kim Sang In Südkorea             | Maya Goldman , Tugs Saruul , Mai Ngo , Gwendoline Ruais , Alaiza Malinao (Aufgabe) , Jessica Lam , Aldilla Zahraa , May Htet Aung , Tuti Noor , Angie Watkins , Julian Flores                            | 14                    | keine           |
| 5 Singapur      | 5. Apr. 2017     | Maureen Wroblewitz Philippinen | Shikin Gomez Malaysia Minh Tu Nguyen Vietnam                 | Anjelica Santillan , Heidi Grods , Jennica Sanchez , Layla Ong , Alicia Amin , R Nametha (disqualifiziert) , Valerie Krasnadewi & Dorothy Petzold , Veronika Krasnasari , Cindy Chen , Clara Tan         | 14                    | Kuala Lumpur    |
| 6 Thailand      | 22. Aug. 2018    | TBA                            | TBA                                                          | - | 14                    | keine           |

## Zuschauerzahlen
| Staffel | Sendezeit (UTC+8/+7) | Staffelpremiere | Staffelfinale | TV-Network | Staffel (Jahr) | Regionale Zuschauer (in Mio.) | Regionale Zuschauer (in Mio.) |
| ------- | -------------------- | --------------- | ------------- | ---------- | -------------- | ----------------------------- | ----------------------------- |
| 1       | So 20:55/19:55       | 25. Nov. 2012   | 17. Feb. 2013 | Star World | 2012–2013      | 39                            | 39                            |
| 2       | Mi 21:40/20:40       | 8. Jan. 2014    | 9. Apr. 2014  | Star World | 2014           | n/a                           | n/a                           |
| 3       | Mi 20:45/19:45       | 25. März 2015   | 17. Juni 2015 | Star World | 2015           | n/a                           | n/a                           |
| 4       | Mi 21:00/20:00       | 9. März 2016    | 1. Juni 2016  | Star World | 2016           | n/a                           | n/a                           |
| 5       | Mi 21:00/20:00       | 5. April 2017   | 28. Juni 2017 | Star World | 2017           | 15                            | Television                    |
| 5       | Mi 21:00/20:00       | 5. April 2017   | 28. Juni 2017 | Star World | 2017           | 23                            | YouTube                       |
| 6       | Mi 21:00/20:00       | 22. Aug. 2018   | TBA           | Fox Life   | 2018           |                               |                               |